# Theta Leonis
Theta Leonis (θ Leo, θ Leonis) é uma estrela na constelação de Leo. Tem os nomes tradicionais Chertan, Chort e Coxa. Com uma magnitude aparente de 3,324, é a sexta estrela mais brilhante da constelação. Sua distância à Terra pode ser medida usando a técnica da paralaxe, o que dá um valor de aproximadamente 165 anos-luz (50,6 parsecs).
É uma estrela grande com 2,5 vezes a massa do Sol e 4,3 vezes seu raio. Tem uma classificação estelar de A2 V, o que significa que é uma estrela de classe A da sequência principal. Seu espectro mostra proeminentes linhas de absorção de metais, tornando-a uma estrela quimicamente peculiar Am. A abundância de elementos além de hidrogênio e hélio, a metalicidade, parece ser 12% maior que a do Sol. Theta Leonis está irradiando 141 vezes mais luminosidade que o Sol de sua atmosfera externa a uma temperatura efetiva de 9 350 K, dando a ela o brilho branco típico de estrelas de classe A.
Theta Leonis é bem mais jovem que o Sol, com uma idade estimada em torno de 550 milhões de anos. Tem uma taxa de rotação moderadamente rápida, com uma velocidade de rotação projetada de 23 km/s, completando uma rotação em menos de 9 dias. Observações no infravermelho mostram um excesso de emissão infravermelha da estrela, sugerindo a presença de um disco circunstelar de poeira. A temperatura dessa emissão indica que o disco está a 36 UA de Theta Leonis.